# كارولينا ستانلي
كارولينا ستانلي (من مواليد 22 نوفمبر 1975، بوينس آيرس) محامية وسياسية أرجنتينية. من عام 2011 إلى عام 2015 عملت كوزيرة للتنمية الاجتماعية لمدينة بوينس آيرس حتى عينها الرئيس آنذاك ماوريسيو ماكري وزيرة للتنمية الاجتماعية للأمة الأرجنتينية، وهو المنصب الذي شغله حتى غادر ماكري كازا روسادا في عام 2019.

## الحياة الشخصية
ولدت كارولينا ستانلي في بوينس آيرس عام 1975 لمدير سيتي بنك السابق غييرمو ستانلي. التحقت بمدرسة سانت كاترين ثنائية اللغة قبل التسجيل في جامعة بوينس آيرس لدراسة القانون. تخرجت في 5 سنوات بمتوسط 9.45. وهي متزوجة من السياسي الأرجنتيني وكاتب عمود المعلومات فيدريكو سالفاي، الذي شغل منصب رئيس مجلس الوزراء في حكومة ماوريسيو ماكري وماريا يوجينيا فيدال في مدينة بوينس آيرس. لديهم طفلان.

## الحياة السياسية
في عام 1998 ظهرت كارولينا ستانلي لأول مرة سياسيًا في وزارة الشؤون الخارجية والعبادة الأرجنتينية، حيث عملت كمستشارة لمديرية شؤون أمريكا الشمالية ونصف الكرة الغربي. من عام 2000 إلى عام 2003 عملت كمستشارة للسياسة الاجتماعية لعضوة الكونغرس ماريا لورا ليجويزامون. انضمت إلى حزب الاقتراح الجمهوري الذي ينتمي إلى يمين الوسط في عام 2003 وعملت كمديرة تنفيذية لمجموعة صوفيا من 2004 إلى 2007، جنبًا إلى جنب مع الاقتصادي الأرجنتيني هوراسيو رودريغيز لاريتا.
في عام 2007 عين عمدة بوينس آيرس المنتخب حديثًا ماوريسيو ماكري والذي أصبح فيما بعد رئيسًا للأرجنتين، ستانلي كرئيس للمديرية العامة للمدينة لتعزيز المجتمع المدني. تم انتخاب ستانلي في الهيئة التشريعية لمدينة بوينس آيرس في عام 2009 ممثلاً لحزب الاقتراح الجمهوري. أصبحت وزيرة التنمية الاجتماعية بالمدينة في عام 2011، عندما أصبحت ماريا يوجينيا فيدال التي كانت تشغل هذا المنصب حتى ذلك الحين، نائبة رئيس البلدية.
خدمت ستانلي في فريق السياسة الاجتماعية بقيادة الخبير الاقتصادي إيميليو باسافيلباسو، الذي لعب دورًا مهمًا في حملة المرشح الرئاسي ماوريسيو ماكري جنبًا إلى جنب مع إستيبان بولريتش ، وخورخي ليموس ، وإدواردو أماديو. في العام نفسه فاز ماكري في الانتخابات الرئاسية وعين ستانلي وزيراً للتنمية الاجتماعية للأمة.